# Oxyagrion tennesseni
Oxyagrion tennesseni är en trollsländeart som beskrevs av Mauffray 1999. Oxyagrion tennesseni ingår i släktet Oxyagrion och familjen dammflicksländor. IUCN kategoriserar arten globalt som otillräckligt studerad. Inga underarter finns listade i Catalogue of Life.